# دولت أباد (غرمسير أردستان)
دولت أباد (بالفارسية: دولت‌آباد) هي قرية تقع في إيران في قسم غرمسیر الريفي. يقدر عدد سكانها بـ 141 نسمة .